# Тонкий клиент
Тонкий клиент (англ. thin client) в компьютерных технологиях — компьютер или программа-клиент в сетях с клиент-серверной, или терминальной архитектурой, который переносит все или большую часть задач по обработке информации на сервер. Примером тонкого клиента может служить компьютер с браузером, использующийся для работы с веб-приложениями. Данным термином может также называться P2P-клиент, использующий в качестве сервера другие узлы сети.
Веб-клиент (англ. Web client) как программа — браузер. Веб-клиент как устройство — устройство, основным приложением которого (с точки зрения разработчика устройства или маркетолога) является браузер.
Под термином «тонкий клиент» подразумевается достаточно широкий с точки зрения системной архитектуры ряд устройств и программ, которые объединяются общим свойством: возможностью работы в терминальном режиме. Таким образом, для работы тонкого клиента необходим терминальный сервер. Этим тонкий клиент отличается от толстого клиента, который, напротив, производит обработку информации независимо от сервера, используя последний в основном лишь для хранения данных.
Кроме общего случая, следует выделить аппаратный тонкий клиент (например, Windows- и Linux-терминалы) — специализированное устройство, принципиально отличное от ПК. Аппаратный тонкий клиент не имеет жёсткого диска и оптического привода, использует специализированную локальную ОС (одна из задач которой — организовать сессию с терминальным сервером для работы пользователя, ранее очень часто это была Windows CE с клиентом, запускающимся автоматически) на карте памяти (CF-карта небольшого объема или любой другой распространенный формат карты), не имеет в своём составе подвижных деталей (кроме маленького вентилятора, в редких случаях), выполняется в специализированных корпусах (внешне похож на неттоп) как правило с полностью пассивным охлаждением, такой корпус часто можно закрепить на корпусе монитора сзади с помощью идущего в комплекте крепления, либо поставить на стол на подставке, также идущей в комплекте. Иногда тонкий клиент выпускается в форм-факторе моноблока - небольшая материнская плата терминала со всеми необходимыми компонентами находится в одном корпусе с монитором, а в комплекте идут клавиатура и мышь. Такие тонкие клиенты часто используются для создания офисных рабочих мест, к тонкому клиенту помимо клавиатуры, мыши и монитора можно подключить принтер, веб-камеру и другие периферийные устройства. Также такие аппаратные решения часто используются для школьных кабинетов информатики и компьютерных аудиторий в средних и высших учебных заведениях. 
Для расширения функциональности тонкого клиента прибегают к его «утолщению», например, добавляют возможности автономной работы, сохраняя главное отличие — работу в сессии с терминальным сервером. Когда в клиенте появляются подвижные детали (жёсткие диски), появляются возможности автономной работы, он перестаёт быть тонким клиентом в чистом виде, а становится универсальным клиентом.
Тонкий клиент в большинстве случаев обладает минимальной аппаратной конфигурацией, вместо жёсткого диска для загрузки локальной специализированной ОС используется DOM (Disk on Module) [модуль с разъёмом IDE, флеш-памятью и микросхемой, реализующей логику обычного жёсткого диска — в BIOS определяется как обычный жёсткий диск, поддерживающий S.M.A.R.T., только он обладает маленьким размером, а объем - обычно не более 2 ГБайт], часто может использоваться CF-карта вместо DoM. В некоторых конфигурациях системы тонкий клиент загружает операционную систему по сети с сервера, используя протоколы PXE, BOOTP, DHCP, TFTP и Remote Installation Services (RIS).
Примеры тонких клиентов: Thinstation, LTSP, бездисковая станция, терминальный доступ, Virtual Network Computing.